# Enrique Añorve
Enrique Añorve Díaz (Ometepec, Guerrero; 15 de julio de 1880 - Puebla de Zaragoza, 30 de diciembre de 1911) fue un militar mexicano que participó en la Revolución mexicana.
Fue hijo de Juan Añorve Cruz y Mariquita Díaz. Durante su juventud fue enviado a San Francisco, California donde estudió la instrucción elemental. 
A su regreso a su pueblo natal en 1911 se incorporó como revolucionario maderista en la Costa Chica de Guerrero luego del Plan de San Luis, logrando tener  más de 2,000 hombres a su mando. 
Luego del primer alzamiento en Ometepec, junto con gente de Igualapa, Acatepec y Huehuetán, Añorve Díaz fue nombrado general en jefe de las fuerzas armadas en Costa Chica; combatiendo en todo el estado de Oaxaca, enviando sus columnas expedicionarias a las órdenes de Manuel Centurión y de Eufrasio Salinas. Luego de ello regresó a Ometepec. 
Posteriormente atacó Acapulco el 10 de mayo de 1911 junto a Carlos Zenaido Guerrero, Domingo Añorve, Luciano Rojas, Elpidio Cortés Piza y Virginio Guerrero. Finalmente durante el segundo ataque de Acapulco se culminó con la entrega de la plaza el 10 de junio de 1911, para inmediatamente dirigirse a Chilpancingo e Iguala. 
El 7 de septiembre de 1911 luego de que la Junta de Tlapa desconociera a Madero, asistió junto a más de 350 hombres a Tlapa, haciendo su entrada triunfal el 9 de septiembre de 1911, rechazando a los zapatistas. 
El 11 de septiembre, por orden de Ambrosio Figueroa Mata, salió con su gente a Chilpancingo, donde fueron licenciados. Desmoralizado, se dirigió a Puebla, donde decidió ponerse en contra de los dirigentes maderistas. Sin embargo, falleció en Puebla de Zaragoza, Puebla el 30 de diciembre de 1911 a los 31 años de edad.